# Pokrajina Fermo
Pokrajina Fermo (v italijanskem izvirniku Provincia di Fermo, izg. Provinča di Fermo) je ena od petih pokrajin, ki sestavljajo italijansko deželo Marke. Meji na severu in zahodu s pokrajino Macerata, na jugu s pokrajino Ascoli Piceno in na vzhodu z Jadranskim morjem.
Ustanovljena je bila z zakonom junija 2004, popolnoma operativna pa je postala po prvih pokrajinskih volitvah junija 2009. Pred tem je bila del pokrajine Ascoli Piceno.

## Večje občine
Glavno mesto pokrajine je Fermo, ostale večje občine so (podatki 31. 12. 2023):
| Občina              | Prebivalcev |
| ------------------- | ----------- |
| Fermo               | 35.842      |
| Porto Sant'Elpidio  | 25.860      |
| Sant'Elpidio a Mare | 16.469      |
| Porto San Giorgio   | 15.615      |

## Zgodovinske zanimivosti
Ozemlje današnje pokrajine Fermo je bila prva Rimska kolonija (264 pr. n. št.) in sploh ena najpomembnejših vse do propada cesarstva. Pozneje, med desetim in enajstim stoletjem, so Franki ustanovili Fermansko marko, ki je segala od Apeninov do morja, na severu do današnjega mesta Ancona in na jugu do reke Sangro globoko v Abrucih. V štirinajstem stoletju je bila Fermanska marka toliko mogočna, da je začela Papeška država, ki se je raztezala vse okoli nje, ovirati njene ekonomske zveze in preprečevati stike z bližnjimi deželami. Fermanom je ostala samo možnost pomorske trgovine, ki se pa ni razvila. Mesto Fermo in njegova okolica so počasi izgubili vsako pomembnost. Z zedinjenjem Italije je ozemlje pripadlo pokrajini Ascoli Piceno.